# Jodi Picoult
Jodi Lynn Picoult [ˈdʒoʊdi ˈpiːkoʊ] (n. 19 mai 1967, Nesconset, Long Island, New York) este o scriitoare americană. Este autoare a 24 de romane, 2 cărți pentru copii, 1 musical și a 6 numere ale reviste de benzi desenate Wonder Woman. Roamnele sale au fost publicate în peste 40 de milioane de exemplare și traduse în 34 de limbi. 
Literatura lui Jodi Picoult se axează cu precădere pe povești de familie. De cele mai multe ori, autoarea își centrează povestea pe o dilemă morală sau o hotarâre controversată, care fac membrii familiei să se întoarcă unul împotriva celuilalt. Deși, ușor peiorativ, a fost caracterizată drept autoare de literatură pentru femei (chick-lit ), chiar dacă nu este întru totul adevărat, de-a lungul carierei sale, Picoult a abordat o vastă gamă de subiecte controversate de tipul avortului, sinuciderii asistate, relațiilor interrasiale, drepturilor minorităților sexuale, eugeniei sau atacurilor armate în școli. A fost descrisă drept un paradox, o scriitoare extrem de populară, deși câteodată controversată, ignorată de mediul academic, care, făcând pur și simplu ceea ce știe ea cel mai bine, pune sub semnul întrebării din ce se constituie literatura.

## Biografie
Picoult s-a născut în Nesconset, pe insula Long Island, situată în statul New York, fiica unui analist de securitate, Myron Michel Picoult, și a unei directoare de grădiniță, Jane Ellen Picoult. Are un frate. A absolvit liceul Smithtown High School East, în 1983. Provine, după propria descriere, dintr-o familie de evrei nepracticanți, dar nu a imbrațișat formal nicio religie. A scris prima sa povestire, intitulată The Lobster Which Misunderstood (Homarul care a înțeles greșit), la vârsta de doar cinci ani. Atât mama, cât și bunica autoarei au fost cadre didactice, influențând-o puternic.
A studiat Creative Writing la Princeton University, cu Mary Morris, absolvind în anul 1987, cu o diplomă în specializarea limba engleză. Lucrarea de diplomă, de 320 de pagini, era intitulată Developments (Dezvoltări). Cât încă era studentă, publică două povestiri în revista Seventeen (Șaptespezece). Imediat după absolvire, încearcă diverse locuri de muncă, de la editor de manuale, până la profesoară de engleză la clasa a VIII-a. A obținut apoi o diplomă de master în pedagogie la Harvard University. Are două titluri onorifice, unul obținut la Dartmouth College în 2010, iar celălalt, la University of New Haven, în 2012.
În anul 1989 se căsătorește cu Timothy Warren van Leer, pe care îl cunoscuse în timpul facultății. Au împreună trei copii, Samantha van Leer, Kyle Ferreira van Leer și Jake van Leer, și locuiesc în Hanover, New Hampshire. 

## Cariera literară
Prima carte a lui Jodi Picoult, Songs of the Humpback Whale, a fost publicată în 1992.  De atunci a scris peste 25 de romane, dintre care cele mai multe se învârt în jurul unei probleme etice, de exemplu abuzul asupra copiilor sau pedeapsa cu moartea. Nineteen Minutes (Nouăsprezece minute), de pildă, un roman apărut în anul 2007 despre căutarea meticuloasă a  cauzelor unui atac armat într-o școală dintr-un orășel fictiv, s-a situat pe primul loc în lista de bestselleruri a  ziarului New York Times timp ce câteva săptămâni. Următoarea sa carte, Change Of Heart, apărută în martie 2008, a urcat, de asemenea, pe primul loc. Handle with Care, apărut în 2009 și House Rules (2010) s-au situat și ele pe primul loc în topul ziarului Times.
În 2017, Jodi Picoult semnează adaptarea pentru scena muzicală a romanului pentru adolescenți, Between the Lines, scris împreună cu fiica sa, Samantha van Leer în 2012. Premiera a avut  loc în 8 septembrie, la Kansas City Repertory Theatre.
Pe deplin conștientă că opera sa este subclasată, fiind încadrată la categoria derizorie de autoare de literatură pentru femei (chick-lit), Jodi Picoult a declarat că ceea ce a pierdut în aprecierea criticilor, a câștigat în influență: Nu voi câștiga Premiul Nobel pentru Literatură, nici Premiul National Book, probabil nici nu voi fi nominalizată vreodată. Ce câștig, în schimb, este numărul de cărți vândute și de cititori. Și aș prefera să am și mai mulți. Ar fi foarte frumos dacă nu aș fi acuzată pe nedrept că sunt o scriitoare slabă, dar sper că dacă veți alege una dintre cărțile mele, veți contrazice rapid această noțiune.
Pe lângă romanele pentru adulți, Picoult a scris și cărți pentru copii și adolescenți. În 2007, a fost autoarea volumului 3, numerele 6-10 (mai-august), al revistei de benzi desenate DC Comics Wonder Woman, și a romanului grafic, publicat în aceeași revistă, intitulat Love and Murder. Alături de fiul său, Jake van Leer, este autoarea musicalului Over the Moon, în 2011. De asemenea, împreună cu fiica sa, Samantha van Leer, a publicat două romane: Between the Lines, în 2012 și Off the Page, în 2015. 
O caracteristică neobișnuită a scrisului lui Jodi Picoult sunt personajele recurente: Jordan McAfee, fiul său,Thomas, soția lui, Selena, apar, spre exemplu, în trei romane: The Pact, Salem Falls și Nineteen Minutes. Detectivul, Patrick Ducharme, apare atât în romanul Perfect Match, cât și în Nineteen Minutes. Frankie Martine, care apare prima dată în Salem Falls, reapare ca personaj și în Second Glance și Perfect Match. Nina Frost, personajul principal din Perfect Match, reapare și în Nineteen Minutes, iar Peter Houghton, personajul principal din Nineteen Minutes, este menționat în trecere și in romanul House Rules. Întotdeauna este foarte distractiv să reintroduc un personaj, pentru că poți astfel să afli ce s-a mai întâmplat în viața lui sau a ei; nu trebuie reinventată roata - știi deja cum vorbește, se manifestă, gândește, declară scriitoarea.
Cinci dintre romanele sale au fost ecranizate sau adaptate pentru televiziune: The Pact (2002) (Lifetime Original Movie), Plain Truth (2004) (Lifetime Original Movie),The Tenth Circle (2008) (Lifetime Original Movie), My Sister's Keeper (2009) (Feature film), Salem Falls (2011) (Lifetime Original Movie) și Keeping Faith (serial TV).

### Romane
- Songs of the Humpback Whale. Atria Books, New York, 1992
- Harvesting the Heart. Viking, New York, 1993
- Picture Perfect. Putnam, New York, 1995
- Mercy. Putnam, New York, 1996
- The Pact. William Morrow & Co., New York, 1998 (rom. Pactul, Ed. Litera, 2017, ISBN 978-606-33-1810-8
- Keeping Faith. William Morrow & Co., New York, 1999
- Plain Truth. Pocket Books, New York, 1999
- Salem Falls. Pocket Books, New York, 2001
- Perfect Match. Pocket Books, New York, 2002
- Second Glance Atria Books, 2003
- My Sister's Keeper. Atria Books, New York, 2003 (rom. O viață de rezervă, Ed. RAO, 2008, ISBN 973-103-668-7)
- Vanishing Acts. Atria Books, New York, 2005 (rom. Dispariții, Ed. RAO, 2008, ISBN 973-103-773-8)
- The Tenth Circle. Atria Books, New York, 2006 (rom. Al zecelea cerc, Ed. Litera, 2018, ISBN 978-606-33-3369-9)
- Nineteen Minutes. Atria Books, New York, 2007 (rom. Nouăsprezece minute, Ed. Litera, 2019, ISBN 978-606-33-3818-2)
- Change of Heart. Atria Books, New York, 2007
- Handle with Care. Atria Books, New York, 2009
- House Rules. Atria Books, New York, 2010
- Sing you Home. Atria Books, New York, 2011
- Lone Wolf. Atria Books, New York, 2012
- The Storyteller. Atria Books, New York, 2013 (rom. Povestitorul, Ed. Litera, 2019, ISBN 978-606-33-3465-8)
- Leaving Time. Ballantine Books, New York, 2014  (rom. Vremea plecării, Ed. Trei, 2017, ISBN 978-606-40-0089-7)
- Small Great Things. Ballantine Books, New York, 2016 (rom. Mici lucruri mărețe, Ed. Trei, 2017, ISBN 978-606-40-0185-6)
- A Spark of Light. Ballantine Books, New York, 2018 (rom. O scânteie de viață, Ed. Litera, 2019 978-606-33-4113-7)
- The Book of Two Ways. Ballentine Books, New York, 2020, ISBN 978-1-984-81835-5

### Cărți pentru adolescenți
- Jodi Picoult,  Samantha van Leer: Between the Lines. Emily Bestler Books/Simon Pulse, New York, 2012, ISBN 978-3-41482-365-6.
- Jodi Picoult, Samantha van Leer: Off the Page. Ember, New York, 2015.

### Musical
- Jodi Picoult, Jake van Leer: Over the Moon. Simon Pulse, New York 2011.

### Benzi desenate/roman grafic
- Wonder Woman (vol. 3 #6-10) (mai 2007 – august 2007)
- Wonder Woman: Love and Murder (2007)

Romane ecranizate
- The Pact (2002)
- Plain Truth (2004)
- The Tenth Circle (2008)
- My Sister's Keeper (2009)
- Salem Falls (2011)

## Advocacy
Pe 21 ianuarie 2017, Picoult a vorbit la Ziua de Acțiune și Unitate a Femeilor din New Hampshire în sprijinul Marșului Femeilor de la Washington.
În 2016, Picoult s-a alăturat consiliului consultativ al Vida: Women in Literary Arts, o organizație feministă non-profit, destinată să creeze transparență în jurul lipsei egalității de gen în peisajul literar și să amplifice vocile marginalizate istoric, inclusiv a scriitorilor de culoare, a celor cu dizabilități sau aparținând minorităților sexuale. Site-ul oficial al autoarei definește organizația VIDA drept una bazată pe activitatea de cercetare. 
În 2013, a fost membră a Consiliului inaugural al scriitorilor din National Writing Project, o organizație care recunoaște universalitatea scrisului ca instrument de comunicare și ajută profesorii să îmbunătățească abilitățile de scriere a elevilor. Acest consiliu inaugural era format din 30 de autori publicați.
Este membră a Comitetului consultativ pentru Coaliția New Hampshire împotriva pedepsei cu moartea, o organizație care încearcă să pună capăt pedepsei capitale în statul New Hampshire prin activități de sensibilizare, educație și advocacy.
În 2004, a devenit co-fondatoare, împreună cu Marjorie Rose, a Trumbull Hall Troupe, o inițiativă ce oferă copiilor o experiență teatrală distractivă și educativă. Copii, de la clasa a 6-a până la clasa a 12-a, dau probă pentru a fi distribuiți într-un musical original, scris de Jodi Picoult și compozitoarea Ellen Wilber. Veniturile sunt donate unor organizații caritabile locale. 

## Premii
- Premiul Alex, acordat de Asociația Bibliotecilor pentru Adolescenți din SUA (2005)[nefuncțională – arhivă]
- Premiul Book Browse Diamond, pentru romanul anului (2005)
- Premiul Lifetime Achievement pentru literatură de ficțiune, acordat de Asociația Romance Writers of America
- Premiul Vermont Green Mountain Book (2007)
- Premiul Abraham Lincoln Illinois High School Book (2006)
- Princeton Alumni Weekly Our Most Influential Alumni list
- Premiul Sarah Josepha Hale (2019) Arhivat în 2 iunie 2020, la Wayback Machine.

## Not
1. ↑  Czech National Authority Database, accesat în 1 martie 2022
2. ↑  Autoritatea BnF, accesat în 10 octombrie 2015
3. ↑  CONOR.SI[*] Verificați valoarea |titlelink= (ajutor)
4. ↑  BookBrowse, How to pronounce Jodi Picoult (în engleză), BookBrowse.com
5. ↑  Jodi Picoult beim Piper Verlag Jodi Picoult Abgerufen am 21. September 2015
6. ↑  Bookaholic. „Jodi Picoult a învățat să citească la 3 ani, iar la 7 ani publica deja primul său poem”. Accesat în 17 septembrie 2020.
7. ↑  Litera. „Jodi Picoult”. Arhivat din original la 22 septembrie 2020. Accesat în 17 septembrie 2020.
8. ↑  Andrewe Goldman. „Jodi Picoult Does Not Write Chick Lit”. Accesat în 17 septembrie 2020.
9. ↑  Jennie Yabroff. „Does Jodi Picoult Hurt Literature?”. Accesat în 17 septembrie 2020.
10. ↑  Thought panel. „Aboul the author - Jodi Picoult”. Accesat în 17 septembrie 2020.[nefuncțională – arhivă]
11. ↑  Bob Abernethy, Bob Faw. „Jodi Picoult - interview”. Accesat în 17 septembrie 2020.
12. ↑  Joanna Moorhead. „My Family Values”. Accesat în 17 septembrie 2020.
13. ↑  Jodi Picoult. „Developments”. Accesat în 17 septembrie 2020.
14. ↑  Study.com. „Jodi Picoult: Biography & Books”. Accesat în 17 septembrie 2020.
15. ↑  Darmouth News. „Dartmouth's 2010 Honorary Degree Recipients to be Recognized at Commencement Ceremonies on June 13”. Accesat în 17 septembrie 2020.
16. ↑  Manish Kharinta. „10 Best-Selling Jodi Picoult Books That Are A Must Read”. Arhivat din original la 31 ianuarie 2020. Accesat în 24 septembrie 2020.
17. ↑  Jodi Picoult, Samantha van Leer. „Between the Lines”. Accesat în 24 septembrie 2020.
18. ↑  Alex Clark. „Jodi Picoult: Trump supporters need my book”. Accesat în 24 septembrie 2020.
19. ↑  CNN International. „Bestselling author tackles comic books”. Accesat în 17 septembrie 2020.[nefuncțională – arhivă]
20. ↑  Lola Duffort. „Thousands gather at State House for N.H.'s version of women's march”. Arhivat din original la 5 noiembrie 2020. Accesat în 24 septembrie 2020.
21. ↑  VIDA. „VIDA Welcomes Jodi Picoult To Its Advisory Board”. Arhivat din original la 27 februarie 2020. Accesat în 24 septembrie 2020.
22. ↑  VIDA. „About VIDA voices and views”. Arhivat din original la 20 octombrie 2020. Accesat în 24 septembrie 2020.
23. ↑  Caroline Griswold. „National Writing Project Launches Writers Council to Draw Attention to the Importance of Writing”. Arhivat din original la 2 decembrie 2020. Accesat în 24 septembrie 2020.
24. ↑  New Hampshire Coalition. „New Hampshire Coalition To abolish the Death Penalty”. Accesat în 24 septembrie 2020.
25. ↑  Trumbull Hall Troupe. „Educational Theatre Experience”. Arhivat din original la 3 decembrie 2019. Accesat în 24 septembrie 2020.